# Campeonato salvadoreño 1957-58
El Campeonato salvadoreño de fútbol 1957-58 fue el noveno torneo de la Primera División de El Salvador de fútbol profesional salvadoreño en la historia.

## Desarrollo
El campeón de esta edición fue el FAS, obteniendo su tercer título. El subcampeón fue 11 Municipal.
Leones y Universidad de El Salvador retornaron al torneo.

## Equipos participantes
| Club                       | Ciudad       | Departamento |
| -------------------------- | ------------ | ------------ |
| Atlante San Alejo          | San Alejo    | La Unión     |
| Atlético Marte             | San Salvador | San Salvador |
| Dragón                     | San Miguel   | San Miguel   |
| FAS                        | Santa Ana    | Santa Ana    |
| Independiente              | San Vicente  | San Vicente  |
| Juventud Olímpica          | Acajutla     | Sonsonate    |
| Leones                     | Sonsonate    | Sonsonate    |
| Luis Ángel Firpo           | Usulután     | Usulután     |
| 11 Municipal               | Ahuachapán   | Ahuachapán   |
| Santa Anita                | Santa Ana    | Santa Ana    |
| Universidad de El Salvador | San Salvador | San Salvador |

## Tabla de posiciones
| Pos.            | Equipos                    | PJ  | PG | PE | PP | GF  | GC  | Dif. | Pts. |
| --------------- | -------------------------- | --- | -- | -- | -- | --- | --- | ---- | ---- |
| 1.              | FAS                        | 20  | 16 | 1  | 3  | 59  | 24  | 35   | 33   |
| 2.              | 11 Municipal               | 20  | 11 | 5  | 4  | 30  | 18  | 12   | 27   |
| 3.              | Atlante San Alejo          | 20  | 10 | 6  | 4  | 46  | 19  | 27   | 26   |
| 4.              | Atlético Marte             | 20  | 9  | 7  | 4  | 44  | 29  | 15   | 25   |
| 5.              | Leones                     | 20  | 7  | 5  | 8  | 22  | 32  | -10  | 19   |
| 6.              | Dragón                     | 20  | 6  | 6  | 8  | 24  | 31  | -7   | 18   |
| 7.              | Juventud Olímpica          | 20  | 7  | 2  | 11 | 27  | 36  | -9   | 16   |
| 8.              | Independiente              | 20  | 5  | 5  | 10 | 27  | 39  | -12  | 15   |
| 9.              | Santa Anita                | 20  | 5  | 5  | 10 | 17  | 34  | -17  | 15   |
| 10.             | Luis Ángel Firpo           | 20  | 4  | 5  | 11 | 24  | 40  | -16  | 13   |
| 11.             | Universidad de El Salvador | 20  | 4  | 5  | 11 | 23  | 41  | -18  | 13   |
| Equipos 1957-58 | Equipos 1957-58            | 220 | 84 | 52 | 84 | 343 | 343 | 0    | 220  |

|  |              |
|  | Campeón.     |
|  | Descendidos. |

| Campeón       |
| FAS 3° Título |